# Llanto por un bandido
Llanto por un bandido és una pel·lícula espanyola dirigida per Carlos Saura. Va ser la seva primera pel·lícula en color, coproduïda per França i Itàlia i interpretada per Lea Massari i Lino Ventura. Gràcies a la seva amistat amb Saura, Luis Buñuel hi aparegué en un petit paper interpretant un botxí.

## Argument
Es tracta d'una recreació sobre la figura històrica de José María el Tempranillo, bandoler espanyol del segle xix que, com molts altres de l'època, combaté contra les forces reialistes de l'absolutista Ferran VII. Donant suport als liberals, atracava diligències i desafiava el mateix monarca, i així guanyà un lloc d'honor en les llegendes del bandolerisme.

## Repartiment
- Francisco Rabal – José María 'El Tempranillo'
- Lea Massari – María Jerónima
- Philippe Leroy – Pedro Sánchez
- Lino Ventura – El Lutos
- Manuel Zarzo – El Sotillo
- Silvia Solar – Marquesa de los Cerros
- Fernando Sánchez Polack – Antonio
- Antonio Prieto – El Lero
- José Manuel Martín – El Tuerto
- Agustín González – Capitán Leoncio Valdés
- Venancio Muro – Jiménez
- Rafael Romero (actor) – El gitano
- Gabriele Tinti
- Luis Buñuel – El verdugo
- Antonio Buero Vallejo – El esbirro

## Premis i nominacions

### Nominacions
- 1964. Os d'Or